# 568 (číslo)
Pět set šedesát osm je přirozené číslo. Následuje po čísle pět set šedesát sedm a předchází číslu pět set šedesát devět. Římskými číslicemi se zapisuje DLXVIII a řeckými číslicemi φξη.

## Matematika
568 je:
- Deficientní číslo
- Složené číslo
- Nešťastné číslo

## Astronomie
- (568) Cheruskia je planetka hlavního pásu, kterou objevil v roce 1905 Paul Götz

## Roky
- 568
- 568 př. n. l.